# Hornbek Wildlife Loop Trail
Le Hornbek Wildlife Loop Trail est un sentier de randonnée du comté de Teller, dans le Colorado, aux États-Unis. Il est situé au sein du Florissant Fossil Beds National Monument et dessert aussi bien l'office de tourisme du parc que l'Hornbek House.